# Wolfgang Zeitlmann
Wolfgang Zeitlmann (* 5. Juli 1941 in Prien am Chiemsee) ist ein deutscher Rechtsanwalt und Politiker (CSU).

## Leben
Zeitlmann legte 1961 sein Abitur ab. Danach folgte ein Studium der Rechtswissenschaften an der Ludwig-Maximilians-Universität München mit dem ersten und zweiten Staatsexamen. Seit 1972 ist er als Rechtsanwalt tätig. Er ist römisch-katholisch, Vater von vier Kindern und war von 2004 bis 2019 in zweiter Ehe mit Gerda Hasselfeldt verheiratet.

## Politik
Zeitlmann trat 1962 in die CSU ein und war von 1972 bis 1987 ehrenamtlicher Erster Bürgermeister der Gemeinde Bernau am Chiemsee. Zudem saß er für seine Partei von 1978 bis 1987 als Mitglied im Kreistag von Rosenheim.
Zeitlmann war für fünf Wahlperioden von 1987 bis 2005 Mitglied des Deutschen Bundestages. Er wurde für die Christlich-Soziale Union in Bayern (CSU) gewählt, zuletzt als Direktkandidat des Wahlkreises 224 Rosenheim. Im Bundestag saß er unter anderem als stellvertretender Vorsitzender im Parlamentarischen Kontrollgremium und als Ordentliches Mitglied im Rechtsausschuss. Zudem fungierte er als innen- und rechtspolitischer Sprecher und Vorsitzender des Arbeitskreises Innen, Recht, Sport und Ehrenamt, Kultur und Medien der CSU-Landesgruppe im Bundestag. Zuvor war er auch als ordentliches Mitglied im Innenausschuss, im Ausschuss für Jugend, Familie, Frauen und Gesundheit und im Petitionsausschuss vertreten.

## Auszeichnungen
Zeitlmann ist seit dem 17. Juli 2003 Träger des Bayerischen Verdienstordens.